# Alajärvi (Jukkasjärvi socken, Lappland)
Alajärvi är en sjö i Kiruna kommun i Lappland och ingår i Torneälvens huvudavrinningsområde. Sjön är 0,9 meter djup, har en yta på 0,297 kvadratkilometer och är belägen 360 meter över havet. Alajärvi ligger i Torne och Kalix älvsystem Natura 2000-område. Sjön avvattnas av vattendraget Ylinen Siurujoki.

## Delavrinningsområde
Alajärvi ingår i det delavrinningsområde (756865-174364) som SMHI kallar för Mynnar i Lainioälvens vattendragsyta. Medelhöjden är 364 meter över havet och ytan är 2,19 kvadratkilometer. Räknas de 6 avrinningsområdena uppströms in blir den ackumulerade arean 206,32 kvadratkilometer. Ylinen Siurujoki som avvattnar avrinningsområdet har biflödesordning 3, vilket innebär att vattnet flödar genom totalt 3 vattendrag innan det når havet efter 375 kilometer. Avrinningsområdet består mestadels av skog (26 procent) och sankmarker (58 procent). Avrinningsområdet har 0,35 kvadratkilometer vattenytor vilket ger det en sjöprocent på 16,1 procent.